# بوی فروردین
بوی فروردین (به انگلیسی: sense of spring) فیلم مستند بلند تلویزیونی به نویسندگی، کارگردانی و تهیه‌کنندگی امیر اعلا عدیلی است که در سال ۱۳۹۴ منتشر شده‌است. این فیلم به ابنیه تخریب شده صفویه در دوران قاجار، نمونه موردی کاخ آیینه خانه می‌پردازد.

## در مورد فیلم
بازآفرینی تصویری کاخ تخریب شده آیینه‌خانه، نمونه‌ای از کاخ‌های دوره صفوی، عنوان مقاله‌ای است، که در مجله علمی پژوهشی مرمت و معماری ایران به چاپ رسیده‌است. تکمیل ساختار تاریخی شهر اصفهان از طریق بازآفرینی باغ‌های تخریب شده بر اساس اسناد و متون تاریخی، نمونه موردی باغ سعادت‌آباد مقاله ای دیگر است که در «پنجمین کنفرانس بین‌المللی توسعه پایدار و عمران شهری» ارائه و به چاپ رسیده‌است. ساختار این مقالات از روی منابع متعدد تاریخی و در حدود ده سال به طول انجامیده‌است. پس از تکمیل این مقاله‌ها فیلمنامه مستند بوی فروردین از روی آن استخراج و سعی شده داستان‌های تاریخی نیز به آن اضافه شود تا جذابیت عمومی تری پیدا کند.
در این فیلم به صورت کلی به بناهای تخریب شده صفوی اصفهان در دوران قاجار زمان حاکمیت مسعود میرزا ظل‌السلطان اشاره شده‌است و ادامه به صورت نمونه موردی به ابنیه باغ سعادت آباد اصفهان کاخ هفت دست، عمارت نمکدان و به خصوص کاخ آیینه خانه پرداخته شده‌است که بازسازی کامل سه بعدی آن نمایش داده شده‌است. کارشناسان این مستند که با آن‌ها در فیلم مصاحبه شده‌است. آقایان، دکتر عبدالله جبل عاملی، جمشید مظاهری، دکتر مهدی کیوان، مرحوم عباسعلی پور صفا، علی ظریفی، محمد تقی سعیدی و غیره هستند. در این مستند برای تسهیل درک موضوعات تاریخی، که تحلیل‌ها معماری اصل آن را تشکیل می‌دهد. از فیلم‌برداری هوایی، ترسیمات و عکسای قدیمی و فیلم‌های تاریخی کاخ گلستان بهره‌برداری شده‌است. متون این فیلم بیش از ۵۰ منبع تاریخی را شامل و حاصل این مطالعات کتابخانه‌ای، میدانی، مصاحبه و تحلیل‌ها مطالب نو و دست اولی را به وجود آورده‌است که در نهایت به تکمیل ساختار تاریخی اصفهان کمک شایانی کرده‌است.
از استاد حسن کسایی آلبومی منتشر شده، شامل چند دکلمه به همراه نوای نی، صدای ایشان غم نهانی دارد که همراه با نای نی، حس غریبی به وجود آورده‌است؛ گویی حافظه تاریخی مردم شهر اصفهان که دیده بودند در زمان حمله افغان‌ها و تخریب‌های قاجار چه بر سرشان آمده، به صورت ناخود آگاه طنین انداز شده‌است. شهری که با بناهای رؤیایی، طبیعتی زیبا و تصویر آن‌ها در رودخانه، یادآور بهشت بوده‌است. این آثار معماری که دیگر به غیر از نامشان چیزی از آن‌ها نمانده، در زمان قاجار مورد بی مهری قرار می‌گیرد و عمداً به کلی معدوم می‌شوند و دیگر بوی فروردین که یادآور نوروز و بهار در اصفهان است، دیگر به مشام نمی‌رسد.
از اینرو دکلمه بوی فروردین یکی از دکلمه‌های آلبوم افسانه ساز نی در فیلم آورده شده‌است. متن شعر دکلمه اثر محمدرضا شفیعی کدکنی است.
در این فیلم همان‌گونه که برای هر سکانس تصویری وجود دارد، موسیقی و افکت هم مورد توجه قرار گرفته‌است. ازاین‌رو سعی شده موسیقی‌های انتخابی به موسیقی فولکلور و بومی اصفهان نزدیک باشد. در برخی موارد نیز مانند زمان تخریب کاخ آیینه‌خانه شعر و موسیقی مناسب ساخته و ضبط شده‌است.
این مستند به دلیل تاریخی بودن، از نوع فیلم‌های مستند استنادی به‌شمار می‌رود؛ یعنی مستندات تصویری از دوره صفوی تا قاجار با کیفیت مناسب در آن استفاده شده‌است؛ که شامل تصویر سازی، عکس و در نهایت فیلم است. در مواردی هم تشابه برخی از اتفاقات تاریخی و ابنیه می‌توانست در مسیر تصویری کردن متون فیلمنامه کمک کند که برخی از آن‌ها در طول ده سال تحقیق جهت نگارش مقاله به صورت آماتوری تصویر برداری شده بود که در زمان تدوین این فیلم‌ها که کم‌کم هویت تاریخی پیدا کرده حال و هوای خاصی به مستند داد ه است. در این فیلم سکانس‌های دیگر طی یک پروسه یک ساله به صورت هوایی تهیه شده که در طول این مدت سکانس‌های عمومی و مصاحبه‌ها را نیز تصویر برداری کرده‌اند. در بخش‌هایی از فیلمنامه آن به دلیل نبود مستندات تصویری به صورت دیجیتال و با کمک نرم‌افزارهای سه بعدی سند سازی شده که بیشتر مربوط به تحلیل کاخ تخریب شده آیینه خانه است. این تصاویر به صورت انیمیشن برای اولین بار در این مستند به تصویر درآمده است.
در این مستند صداها دارای اهمیت زیادی هستند، در فایل صوتی پیوست آواز زمان تخریب کاخ آیینه خانه در فیلم با صدای امیر احسان فدایی و شعر عرفان عدیلی آمده‌است.

## عوامل فیلم
- نویسنده، کارگردان و تهیه‌کننده: امیر اعلا عدیلی
- گوینده: جمشید عدیلی
- دستار کارگردان و مشاور متن: مهسا حیدری
- مشاوران طرح: دکتر عبدلله جبل عاملی و جمشید مظاهری
- تصویرسازی سه بعدی: احسان سراهیان
- فیلم‌برداری هوایی: محمد قمیان
- خواننده: امیر احسان فدایی (لحظه تخریب کاخ آیینه خانه)
- شعر: عرفان عدیلی (لحظه تخریب کاخ آیینه خانه)
- تدوین: استودیو کانون آگهی هنر
- صدا برداری: استودیو اندیشه سبز
- با حضور: دکتر مهدی کیوان، مرحوم عباسعلی پور صفا، دکتر علی شجاعی اصفهانی، علی ظریفی، محمدتقی سعیدی، محمد علی کاروانپور
- قطعات انتخابی موسیقی: جلیل شهناز، حسن کسایی، جلال تاج اصفهانی، احمد عبادی، پرویز یاحقی، فضل‌الله توکل، جواد معروفی، جیوان گاسپاریان، فرهاد فخرالدینی، علی‌اصغر بهاری، محمود اناری، محمد رضا مرتضوی

## نقد و نظرها
اصفهان امروز:
پرویز یشایایی (هارون یشایایی)، منتقد و تهیه‌کننده سینما با بررسی مستند «بوی فروردین» از نگاه سینمایی اظهار کرد: اگر نگاه تصویری به این فیلم داشته باشیم کار مهمی که آقای کارگردان در این فیلم انجام داده، پیدا کردن هر کدام از این تصاویر و گنجاندن آن در فیلم است که پیگیری فراوانی می‌طلبد، دربارهٔ اصفهان فیلمهای دیگری نیز ساخته شده اما آنچه مستند «بوی فروردین» را از دیگر فیلمها جدا می‌سازد، این است که بیننده علاقه فراوانی که عدیلی به اصفهان دارد را در فیلم حس می‌کند. وی با اشاره به امتیازی که این فیلم نسبت به فیلمهای دیگری که دربارهٔ اصفهان ساخته شده دارد، ادامه داد: علاوه بر تحقیقات بسیاری که انجام شده، آقای عدیلی از سینمای دیجیتال استفاده کرده که در بازسازی سه بعدی ساختمانها اولین بار است که در ایران می‌بینید. یشایایی افزود: استاندارد فیلم مستند در دنیا ۲۷ دقیقه است، ولی اینجا ۶۴ دقیقه فیلم دیدیم، اما این باعث نشد که مخاطب خسته شود. علت این است که وقتی از تخت جمشید فیلم می‌گیرید، تخت جمشید بنای فراموش شده‌است و ما را به اندوه و آزردگی نزدیک می‌کند، اما کاری که آقای عدیلی کرده از این جهت اهمیت دارد که بناها زنده هستند و زندگی را در کنار بناها نشان می‌دهد و در آخر با وجود تمام ستمها و تخریبهایی که بر اصفهان وارد شده نشان داده می‌شود که اصفهان هنوز زنده و هنوز اصفهان است.
به گزارش خبرنگار سرویس فرهنگ و هنر خبرگزاری دانشجویان ایران (ایسنا):
عبدالله جبل عاملی، مشاور طرح مستند «بوی فروردین» شامگاه گذشته (جمعه) در سی و ششمین شب از شب‌های نغمه گشایش تالار کتابخانه مرکزی در حاشیه نمایش این مستند اظهار کرد: فیلم «بوی فروردین» مقطعی تاریخی را به نمایش می‌گذارد که صحبت از تخریب بناهای تاریخی است؛ معماری پدیده‌ای نیست که به دستور حاکمان در دوره‌های مختلف تغییر حالت بدهد بلکه معماری به نوعی وابسته به عوامل اقتصادی، اجتماعی، سیاسی و آب و هوایی است، بنابراین با تغییر این شرایط معماری‌ها هم خود به خود تغییر می‌کنند.
وی ادامه داد: مصیبت نامه‌ای که آقای عدیلی نشان داد، واقعیتی است که چهره دیگری هم دارد. ما تاریخ را در فاصله نزدیک به دو قرن به راحتی و با اشاره به اینکه چنین بناهایی بوده و این‌چنین تخریب شده نمی‌توانیم قضاوت کنیم. اگر موضوع را از دید تاریخ اجتماعی بررسی کنیم، وضعیتی است که جامعه به آن دچار بود و حاکم شهر نیز جدای از دیگر افراد کشور نبوده و اقدام به تخریب و نابودسازی نشانه‌های فرهنگی نمی‌کرده‌است.
جبل عاملی افزود: آنچه از بقایای دوره صفوی به عنوان آثار فرهنگی باقی مانده بود، اگر مورد استفاده عموم مردم قرار می‌گرفت، از آن‌ها محافظت می‌کردند. آنچه که مردم دخالتی در ایجاد یا بهره‌برداری از ماندن آن نداشتند رها و به تدریج تخریب می‌شد، مردم دچار فقر مادی و فرهنگی بودند؛ نه اینکه شهر اصفهان درخور این اوضاع نابسامان بود بلکه تاریخ این‌گونه اتفاق افتاده‌است.
اصفهان زیبا:
امیر اعلا عدیلی، فار غ التحصیل کارشناسی ارشد معماری و کارگردان مستند بوی «فروردین»، به اصفهان زیبا گفت:» سلسله صفویه دوران درخشانی در تاریخ شهر سازی و معماری ایران است که باغ‌ها و کاخ‌های بنا شده در این زمان از لحاظ معماری بسیار با اهمیت بوده‌است و آثار به جای مانده، گنجینه‌ای ارزشمند در متن شهر به‌شمار می‌روند. این در حالی است که ابنیه و آثار تاریخی ویران شده نسبت به میراث به جا مانده برتری‌های ویژه‌ای داشته‌اند «به گفته او، دوران قاجاریه زمان حاکمیت مسعود میرزا ظل السلطان در اصفهان بی‌توجهی به معماری و هنر به اوج خود می‌رسد تا حدی که به دستور وی آثار ارزشمند معماری از جمله کاخ هفت دست، آئینه خانه و عمارت نمک دان در باغ سعادت آباد با خا ک یکسان شدند. عدیلی ادامه داد:» در روند پژوهش، جهت نگارش مقاله و فیلم نامه مدارک، ترسیمات، عکس‌ها و نقشه بناهای تخریب شده صفوی مجدداً در مقیاس واقعی ارز یابی و با تحلیل و مقایسه ارکان و اجزای ساختمان‌های صفوی تکمیل شده‌است و در نهایت مراحل شکل‌گیری یکی از این بناها به‌طور نمونه به صورت سه بعدی نمایش داده شده‌است «به گفته کارگردان مستند» بوی فروردین «، نتایج پژوهش‌های انجام شده در مقاله‌های علمی و پژوهشی موجب بازآفرینی تصویری از کاخ تخریب شده» آئینه خانه «شد. فیلمنامه مستند هم بر اساس همین مقالات پژوهشی و با ترکیب تصاویر مختلف نوشته شده‌است.
به گزارش خبرنگار سینمایی خبرگزاری فارس:
زنده شدن بناهای تخریب‌شده اصفهان در «بوی فروردین»، بناهای از بین رفته اصفهان چه شکلی بودند!
«مساجد و عمارت‌های سلطنتی اصفهان را از بیخ و بن کندند. آن عمارت هفت‌دست و آئینه خانه و نمکدان با نقشه‌های عجیب و آئینه‌های بزرگ شفاف و حوض‌های یکپارچه که از سنگ‌های مرمر صاف شفاف تراشیده شده و سلاطین با مخارج گزاف بنا نهاده‌اند، تماماً خراب شده و به جای آن‌ها جز تپه‌ای خاکی، غم‌انگیز و ملالت خیز باقی نمانده‌است». گفتنی است همواره این سؤال مطرح است که تا چه زمان باید بناهای تاریخی در اکثر مواقع با دلسوزی مردم و بخش‌های خصوصی حفظ شود؟! مردم نیز در این امر بسیار تأثیرگذار بوده‌اند. مستند سازان و اصحاب رسانه و خبرنگاران نیز با اطلاع‌رسانی و پی‌گیری یکی دیگر از دلایل حفظ بسیاری از بناهای تاریخی کشور هستند. این نگرانی همواره وجود دارد که در صورت بی‌اهمیتی این گروه‌ها مدیران فرهنگی چه برنامه‌ریزی برای حفظ این بناها که نشان دهنده تاریخ ایران است دارند؟ به‌طور مثال در این مستند پی می‌بریم که بناهای از بین رفته اصفهان به چه شکل بوده‌اند.

## شبکه خانگی و نمایشهای خصوصی
این مستند برای نمایش خانگی از حالت یک فیلم بلند خارج و به صورت قسمت اول ۳۸ دقیقه و قسمت دوم ۳۰ دقیقه همراه با جلسه نقد و بررسی با پروانه نمایش خانگی از وزارت فرهنگ و ارشاد اسلامی در بهار ۹۶ به بازار عرضه شد. همچنین این فیلم به غیر از چندین اکران خصوصی، از شبکه اصفهان و شبکه مستند سیما در چند نوبت نمایش داده شده‌است. این مستند در سایت آپارات نیز به صورت قسمت اول (نسخه کامل) و قسمت دوم (نسخه کامل) در دسترس علاقه مندان است. همچنین این مستند در چند نوبت نمایش خصوصی داشته که از جمله آن‌ها می‌توان به نمایش در توحید خانه دانشگاه هنر اصفهان، نمایش در آمفی تئاتر کتابخانه شهرداری اصفهان با حضور عوامل فیلم همراه با نقد و بررسی و نمایش در دانشکده ادبیات دانشگاه اصفهان با حضور ریاست و معاونت سازمان میراث فرهنگی اصفهان به همراه استادان گروه تاریخ و دانشجویان این دانشگاه همراه با نقد و بررسی

## جوایز
جایزه بهترین پژوهشگر، دریافت تندیس جشنواره و دیپلم افتخار از اولین جشنواره فیلم زنده رود